# Euphaedra crockeri
Euphaedra crockeri är en fjärilsart som beskrevs av Butler 1869. Euphaedra crockeri ingår i släktet Euphaedra och familjen praktfjärilar. Inga underarter finns listade i Catalogue of Life.